# Angelica Wallén
Angelica Wallén, née le 11 avril 1986 à Sundsvall, est une handballeuse internationale suédoise, qui évolue au poste de demi-centre.

## Biographie
Angelica Wallén est originaire de Tibro en Suède, où elle commence le handball. L'arrière rejoint plus tard le club  suédois Skövde HF, avec qui elle remporte le championnat de Suède en 2008.
À l'été 2010, elle part au Danemark où elle s'engage avec Team Esbjerg, avant de rejoindre, en 2013, le club de Randers HK.
Pour la saison 2015-2016, elle quitte le Danemark pour la France et le club  de Toulon Saint-Cyr Var Handball. 
Après une année, elle revient en Suède et s'engage avec Skuru IK.
Depuis 2017, elle porte le maillot du club danois de Nykøbing Falster, avec qui elle remporte la coupe du Danemark en 2018.

## Palmarès

### En club
compétitions nationales
- championne de Suède en 2008 (avec Skövde HF)
- vainqueur de la coupe du Danemark en 2019 (avec Nykøbing Falster Håndboldklub)

### En équipe nationale
Jeux olympiques
- participation aux Jeux olympiques de 2012 à Londres

championnats d'Europe
- finaliste du championnat d'Europe 2010[9]